# 알렉시오스 2세 콤니노스
알렉시오스 2세 콤니노스(그리스어: Αλέξιος B' Κομνηνός, 1169년 9월 18일 – 1183년 10월) 또는 알렉시우스 2세 콤네누스는 동로마 제국의 황제(재위:1180년 – 1183년)이다. 마누일 1세 콤니노스와 안티오키아의 마리아의 아들이다.
1180년 알렉시오스는 프랑스 왕 루이 7세의 딸 아네스와 결혼했는데 당시 아녜스는 9살이었다. 같은해 마누엘 1세가 죽자 어린 아들 알렉시오스의 섭정으로 어머니 황후 마리아가 섭정을 개시했는데 마리아는 서방출신으로 제국을 지배한 최초의 인물로 일종의 이방인 취급을 받았다. 또한 그녀가 자문관으로 프로토세바스토스(Prōtosebastos) 로 친서방적 인물인 알렉시오스를 기용하자 백성들은 마리아의 정부를 불신하게 되었고 곳곳에서 음모와 반란이 일어났다.
이러한 혼란이 지속되는 가운데 선임 황제 마누엘의 친척인 안드로니쿠스 콤네노스가 점차 백성들의 신망을 얻었고 안드로니쿠스는 1182년 8월 백성들의 환호를 받으며 수도로 진격하였다. 이때 수도 콘스탄티노폴리스에서는 폭동이 일어나 거의 모든 라틴인들이 학살당했다. 어린 황제 알렉시오스와 모후 마리아는 감금되었고 마리아는 감옥에서 처형당했다.
1183년 9월 안드로니쿠스는 어린 황제 알렉시오스와 공동 황제에 올랐으나 불과 두 달 뒤 어린 알렉시오스는 활줄에 살해당하고 시체는 보스포루스 해협에 던져졌다.